# 詹姆斯·莱德
詹姆斯·莱德 SJ（1800年10月8日—1860年1月12日）是爱尔兰裔美国天主教牧师和耶稣会士，曾任美国多所耶稣会大学校长。他儿时就与母亲移民美国，孤儿寡母在哥伦比亚特区乔治城定居。进入乔治城学院学习后，莱德加入耶稣会。他还在马里兰州和罗马深造，对神学颇具天赋并当上教授。莱德1829年返回乔治城学院出任高级职务，随后创办爱民社并担任首任社长。
1840年，莱德出任乔治城学院校长，督导天文台建设，美国国会也在他任内立法确立学府的法人团体地位。他的演讲和传道颇富盛名。1843年卸任后，莱德担任马里兰省耶稣会省级会长，为波士顿总教区将新建立的聖十字學院所有权移交耶稣会打下基础。两年后，莱德任圣十字学院校长，监督新校园建设。1848年他回到乔治城学院再任校长，同意当地医生建议组建乔治城医学院，还主持新建圣三一天主教堂，平息学生暴动。
1856年，莱德前往費城协助创办圣约瑟夫学院并在1856年出任第二任校长。他是费城圣若望福音天主教堂牧师，后转到马里兰州弗雷德里克的圣若望福音天主教堂担任牧师，最终返回费城并于1860年谢世。

## 早年经历
詹姆斯·莱德1800年10月8日生于愛爾蘭王國都柏林，父亲是新教徒，在孩子很小时去世，孤儿寡母随后移民美国，在新成立的哥伦比亚特区城市乔治城定居。1813年8月29日，莱德进入乔治城学院，年仅15岁就于1815年加入耶稣会，在马里兰州巴尔的摩县怀特马什（White Marsh）开始耶稣会士见习期。1820年夏，耶稣会马里兰州分会宗座视察员彼得·肯尼（Peter Kenney）安排莱德到罗马深造。
莱德与五名美国耶稣会士同行，六人此后数十年加入美国耶稣会管理层且颇具影响，其中以莱德和查尔斯·康斯坦丁·佩斯（Charles Constantine Pise）天资最聪颖。六人1820年6月6日从弗吉尼亚州亚历山德里亚启程，在直布罗陀上岸并隔离一段时间后，再于7月13日前往那不勒斯，8月下旬赶赴罗马，莱德在罗马研究神学与哲学。
1824年，莱德晋铎神父，开始在罗马学院教神学。接下来他又到斯波莱托大学教授两年神学和圣经，在此停留两年。莱德与若望·马斯塔伊·费雷提大主教（后来的教皇庇护九世）结为好友，后者任命他执掌哲学系。1828年，莱德还曾在奥尔维耶托讲学。

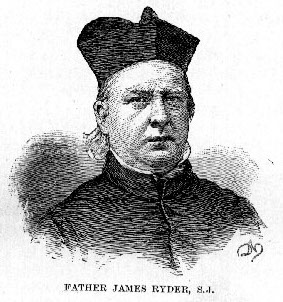
莱德头戴牧师四角帽

莱德1829年回国，在乔治城学院担任哲学和神学教授教导耶稣会学徒。他受命出任教长，在校长托马斯·穆勒迪指引下全面改革课程，在此期间还担任副校长，同时创办爱民社（Philodemic Society）并担任首任社长。
爱民社1830年1月17日成立，是美国第一个大学辩论社，社团名称也是莱德亲自挑选。彼得·肯尼任命莱德负责弥撒并担任校长的劝告人，但在1832年因未以适当形式欢迎六名比利时耶稣会士前往乔治城学院严厉批评莱德。1834年，莱德当上乔治城学院修辞学教授。
1835年，莱德向弗吉尼亚州里士满的天主教徒演讲，呼吁天主教徒维护国家统一，反对北方废奴人士力图废除南方奴隶制度；他还警告天主教徒，如果“民族独立的光荣体制”不再，他们也会面临迫害。

## 乔治城学院

### 首次出任校长
莱德出任喬治城大學校長的消息于1840年5月1日公布。与确保学府财务稳定相比，他对讲课和引领退修更有兴趣，所以选他当校长引发忧虑。耶稣会领导层支持莱德，但耶稣会总会长扬·鲁坦（Jan Roothaan）担心莱德支持共和主义的美式观念可能导致他不能把耶稣会放在第一位来服从。
莱德同年接替约瑟夫·洛佩兹上任，此时天主教巴尔的摩省议会正在开会，齐聚巴爾的摩参加会议的神父借机拜访乔治城学院。莱德担任校长期间与首都政治家联系密切，和美国总统约翰·泰勒关系特别好，泰勒的儿子就在乔治城学院就读，妹妹皈依天主教。两人关系好到莱德曾竭力推动泰勒1844年作为民主党候选人参加总统大选，但最后劳而无功。

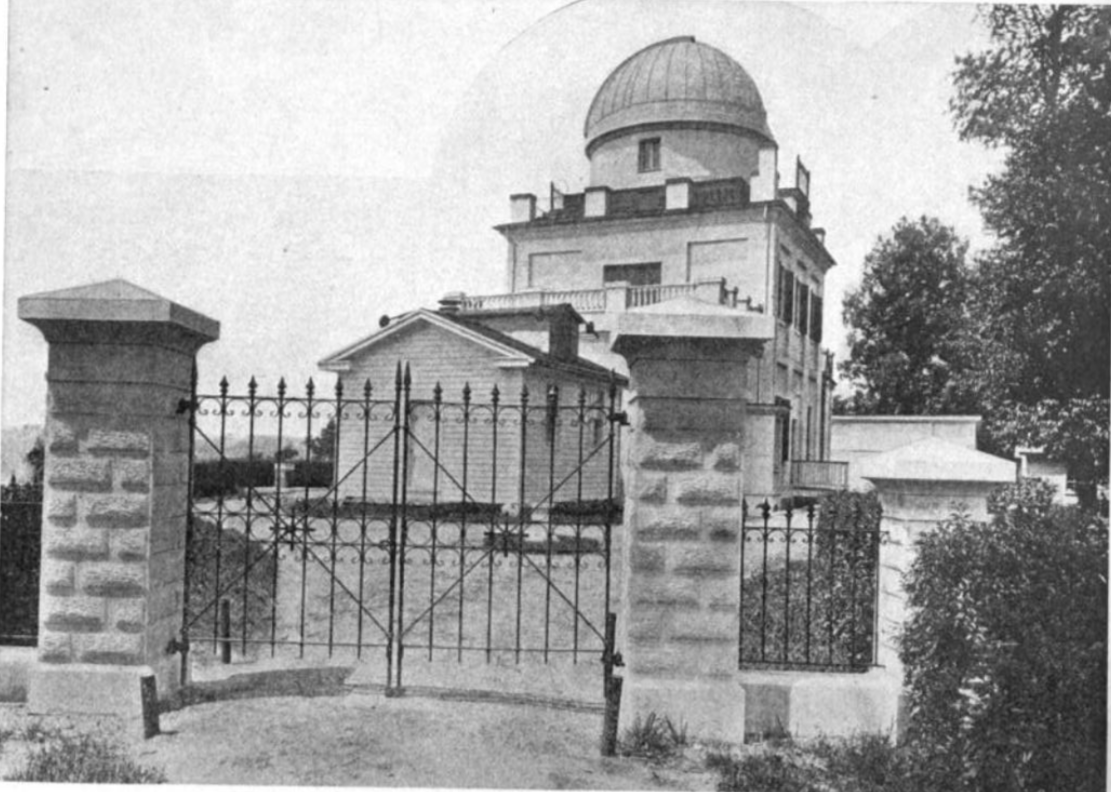
乔治城学院天文台（图）是在莱德担任校长期间建成

莱德上任时，乔治城学院欠下两万美元债务（相当于2024年的$630,000），他在1842年结束前全部还清，其中部分是用他讲学赚的钱偿还。莱德传道极具天份，而且没有事先准备笔记。塞缪尔·埃克斯顿（Samuel Eccleston）大主教对此特别钦佩，鲁坦认为莱德的传道促使许多人皈依天主教。
詹姆斯·布坎南总统听说莱德的出色表现后前来聆听他布道，还作为天主教徒听取他的私人指导。莱德后来成为南北战争爆发前南方最有名的天主教传教士。莱德担任校长期间，曾有人在首都街头朝他扔石头，其中一次发生在1844年4月26日，当时他刚在国会大厦主持联邦众议员皮埃尔·博西尔（Pierre Bossier）的葬礼。这种反天主教情绪是美国一无所知运动发展的产物。
乔治城学院在天文学家詹姆斯·柯利（James Curley）推动下建设天文台，1842年在莱德督导下建成。天文台开幕式吸引许多耶稣会科学家前来，其中很多人在1848年革命期间逃离欧洲。1843年，圣十字学院在马萨诸塞州伍斯特落成，莱德派乔治城学院的耶稣会士前往教学，新学府毕业生获乔治城学院颁发学位，直到从马萨诸塞州议会取得大学特许状。乔治城学院早在1815年就获美国国会承认，但国会1844年才通过法案正式确立大学董事会的法人地位，莱德是五名法人代表之一。他的任期在1845年1月10日结束，塞缪尔·穆勒迪继任。

### 再任校长

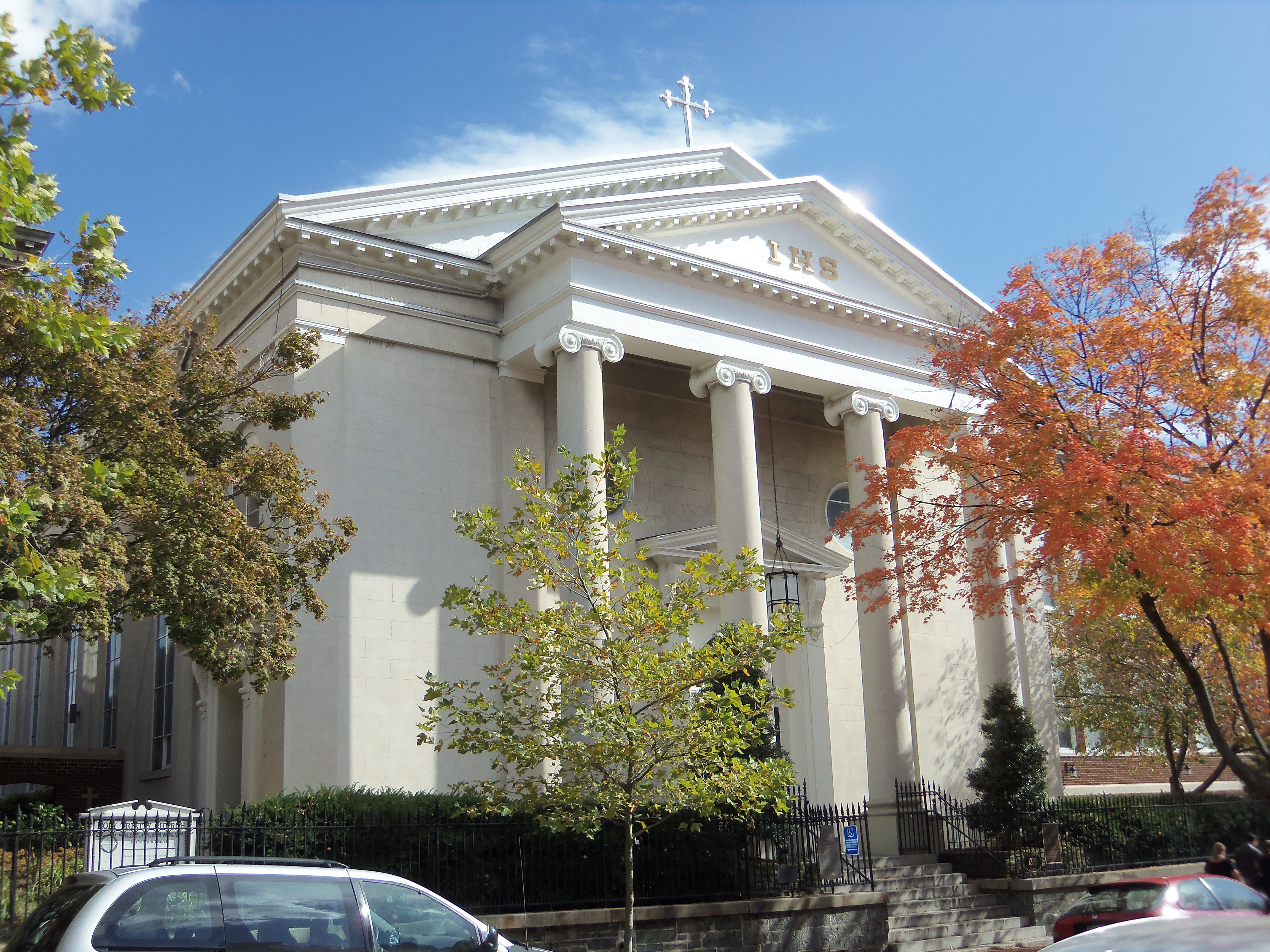
乔治城圣三一教堂（图）也是莱德督导修建

1848年，莱德再度受命出任乔治城学院校长，接替塞缪尔·穆勒迪。他的首项举措是在乔治城新建圣三一天主教堂，建设位置当时属学府地盘。他极力支持禁酒，学生无论在校内还是校外都禁止饮酒，后来还把禁令推广到耶稣会。这项禁令很不得民心，莱德同时还禁止吸烟或大麻。
1849年秋，四名想加入华盛顿医院未果的医生找上莱德，建议在乔治城学院创办美国第一所天主教医学院，与乔治城学院合并。莱德一周内接受建议，乔治城学院医学院由此诞生。1849年11月5日，他任命四名医生为医学院首批教授，新学府1851年5月开课。
1850年，乔治城学院学生发生暴乱，事件起因是爱民会会员违抗教长指令开会。莱德担任校长期间经常离校传道，此时已离开好几周。第一教长下令爱民会一个月不得开会，部分会员觉得处理太过火，拒绝在食堂参与每晚阅读，后来还在宿舍扔石头。莱德回校后开除三名学生，其中一人当晚进入食堂煽动学生暴动，学生用石头砸耶稣会士的房间。44名学生离开学院住在哥伦比亚特区市中心，致信莱德要求收回开除三名学生的命令，另选他人担任第一教长。这些学生的未付酒店账单金额日增，莱德说服他们返回学校中止暴乱，后来又安排伯纳德·马奎尔取代第一教长。
莱德同年为威廉·特库姆塞·舍曼和埃莉诺·博伊尔·尤因（Eleanor Boyle Ewing）主持婚礼。他的校长任期在1851年末结束，查尔斯·斯通斯崔特（Charles H. Stonestreet）继任。

## 马里兰省级会长
1843年9月，莱德在担任乔治城学院校长期间受命出任马里兰省耶稣会省级会长，前任省级会长弗朗西斯·齐泽罗辛斯基（Francis Dzierozynski）对此极力支持。莱德倡导耶稣会士把教区财产转卖给教區神父，专注城市教育事业。
波士顿主教本尼迪克特·约瑟夫·芬威克（Benedict Joseph Fenwick）担心新成立的圣十字学院运营开支太大，希望莱德代表耶稣会接手。总会长鲁坦对此拿不定主意，最后把决定权下放给莱德。莱德私下决定接手，但一直没有告知芬威克，1845年才由继任省级会长正式拍板交易。
莱德把大部分职责委托他人处理，但仍亲自负责。1845年，鲁坦认为应由欧洲人主控马里兰省教区，整顿托马斯·穆勒迪任内开始的复杂丑闻和管理不善，最后来自比利时的彼得·韦尔哈根（Peter Verhaegen）继任省级会长。

## 圣十字学院

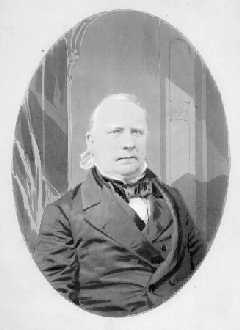
莱德的照片

莱德因与女子通信往来引起怀疑，1845年卸任乔治城学院校长后前往罗马洗清嫌疑。他一月从纽约出发，经法国前往罗马。莱德在意大利说动八名耶稣会士和他一起去美国，其中包括未来的圣十字学院校长安东尼·钱皮（Anthony F. Ciampi）。莱德回归后谣言依旧，他辩称信中只有精神辅导，但收效甚微。1847年鲁坦下令他中止通信往来，谣言才逐渐消散。
1845年10月9日，芬威克主教任命莱德接替圣十字学院首任校长托马斯·穆勒迪。他担任校长期间按照原定计划督促东翼校区建设，其中包括餐室、小圣堂、自习室和宿舍。1852年该校发生火灾，只有东翼未波及。1846年，圣十字学院创始人芬威克去世，莱德根据死者遗愿将他葬在学院墓地。莱德担任校长期间，圣十字学院的学生人数增多。
托马斯·穆勒迪当选马里兰省耶稣会管区代表期间与莱德发生冲突。莱德后来表示，圣十字学院的人非常讨厌穆勒迪，感谢伊格纳修斯·布罗卡德没有把穆勒迪派回去。圣十字学院的耶稣会士缺乏纪律，引起波士顿主教约翰·伯纳德·菲茨帕特里克（John Bernard Fitzpatrick）和鲁坦关注，特别是祭司饮酒问题。三年任期结束后，约翰·厄尔利继任校长，莱德返回乔治城学院。

## 晚年

### 圣约瑟夫学院
1851年，莱德移居費城协助创办圣约瑟夫学院。1855年9月30日，他接替理查德·基纳汉（Richard Kinahan）担任费城圣若望福音天主教堂牧师，是首位出任该职的耶稣会士，直至1858年10月4日由约翰·麦奎根（John McGuigan）取代。
1856年，莱德受命接替圣约瑟夫学院首任校长费利克斯-约瑟夫·巴贝林（Felix-Joseph Barbelin）。他上任后想把学院从威林斯巷（Willings Alley）迁至圣若望教堂现有的教学楼，但因费城总教区不愿把学院所有权移交耶稣会作罢。
受一无所知运动影响，莱德的称号有时从“莱德神父”改成“莱德博士”。他身穿平信徒服饰，打領結而不打羅馬領，遵从马里兰省耶稣会长斯通斯崔特的命令，耶稣会士不穿神职人员服饰。1857年，莱德因身体恶化被迫辞职，校长位置由詹姆斯·沃德（James A. Ward）取代。时至今日，圣约瑟夫大学巴贝林大厅还有莱德形象的滴水嘴兽。

### 牧师
莱德善于演讲，因此在1852年受命远赴加利福尼亚州为圣约瑟夫学院筹款，他一共筹得五千美元（相当于2024年的$190,000）。他在加州病倒，后短暂前往古巴哈瓦那，再到美國南部休养几个月。此后他在圣约瑟夫学院工作到1856年，然后出任马里兰州弗雷德里克圣若望福音天主教堂牧师。
1857年，莱德到亚历山德里亚当牧师，1859年返回费城任圣约瑟夫学院精神教长。1860年1月12日，病倒后只坚持很短时间的莱德在老圣若瑟教堂牧师宿舍去世，终年59岁。他的遗体送回乔治城学院，葬在耶稣会社区公墓（Jesuit Community Cemetery）。

## 脚注
1. 1 2 3  McAdams & 1950，第240页
2. ↑  Easby-Smith & 1907，第48页
3. 1 2 3  Easby-Smith & 1907，第88页
4. 1 2  Kuzniewski & 2014，第1–2页
5. ↑  Curran & 1993，第89页
6. ↑  Kuzniewski & 2014，第9页
7. ↑  Kuzniewski & 2014，第10页
8. 1 2 3  Curran & 1993，第109页
9. ↑  Kuzniewski & 2014，第15页
10. ↑  McLaughlin & 1860，第5页
11. ↑  Devitt & 1933，第312页
12. ↑  Easby-Smith & 1907，第89页
13. ↑  Easby-Smith & 1907，第66页
14. ↑  Easby-Smith & 1907，第263页
15. ↑  Kuzniewski & 2014，第19页
16. ↑  Kuzniewski & 2014，第20页
17. ↑  Easby-Smith & 1907，第72页
18. ↑  Ryder 1835.
19. 1 2  Easby-Smith & 1907，第75页
20. ↑  Curran & 1993，第117页
21. ↑  Kuzniewski & 2014，第33, 35页
22. ↑  Easby-Smith & 1907，第76页
23. 1 2 3  Kuzniewski & 2014，第34页
24. 1 2 3 4 5 6 7  Croce & 2017，第14–15页
25. 1 2  Curran & 1993，第123页
26. 1 2  1634–1699: McCusker, J. J.  (PDF). American Antiquarian Society. 1997. 1700–1799: McCusker, J. J.  (PDF). American Antiquarian Society. 1992. 1800–present: Federal Reserve Bank of Minneapolis. .   [2024-02-29].
27. ↑  Kuzniewski & 2014，第33–34页
28. ↑  Curran & 1993，第121页
29. ↑  Easby-Smith & 1907，第79–80页
30. 1 2  Easby-Smith & 1907，第78页
31. ↑  Curran & 1993，第139页
32. 1 2  Easby-Smith & 1907，第79页
33. ↑  Easby-Smith & 1907，第80–81页
34. ↑  Easby-Smith & 1907，第82页
35. ↑  Easby-Smith & 1907，第85页
36. ↑  Curran & 1993，第146页
37. 1 2  History of Georgetown University School of Medicine.
38. ↑  O'Neill，Williams & 2003，第35页
39. 1 2  McFadden & 1990，第296页
40. 1 2  Shea & 1891，第166页
41. ↑  Curran & 2012，第136页
42. ↑  Shea & 1891，第167页
43. ↑  Burton & 1947，第76–77页
44. ↑  Shea & 1891，第172页
45. ↑  Kuzniewski & 2014，第14, 32页
46. ↑  Kuzniewski & 1999，第44页
47. ↑  Kuzniewski & 1999，第45页
48. 1 2 3  Kuzniewski & 2014，第32页
49. 1 2 3  Kuzniewski & 2014，第33页
50. ↑  Alexandria Gazette.
51. ↑  Kuzniewski & 2014，第35页
52. ↑  LaGumina等，第116页
53. 1 2 3 4  Historical Sketch of the College of the Holy Cross & 1883，第16页
54. ↑  Historical Sketch of the College of the Holy Cross & 1883，第25页
55. ↑  Kuzniewski & 2014，第28页
56. ↑  Kuzniewski & 2014，第29页
57. ↑  Kuzniewski & 1999，第51–52页
58. ↑  Griffin & 1909，第395页
59. ↑  Griffin & 1909，第396页
60. ↑  McLaughlin & 1860，第20页
61. ↑  McAdams & 1950，第241页
62. ↑  McLaughlin & 1860，第19页